# Deutsches Musikfest

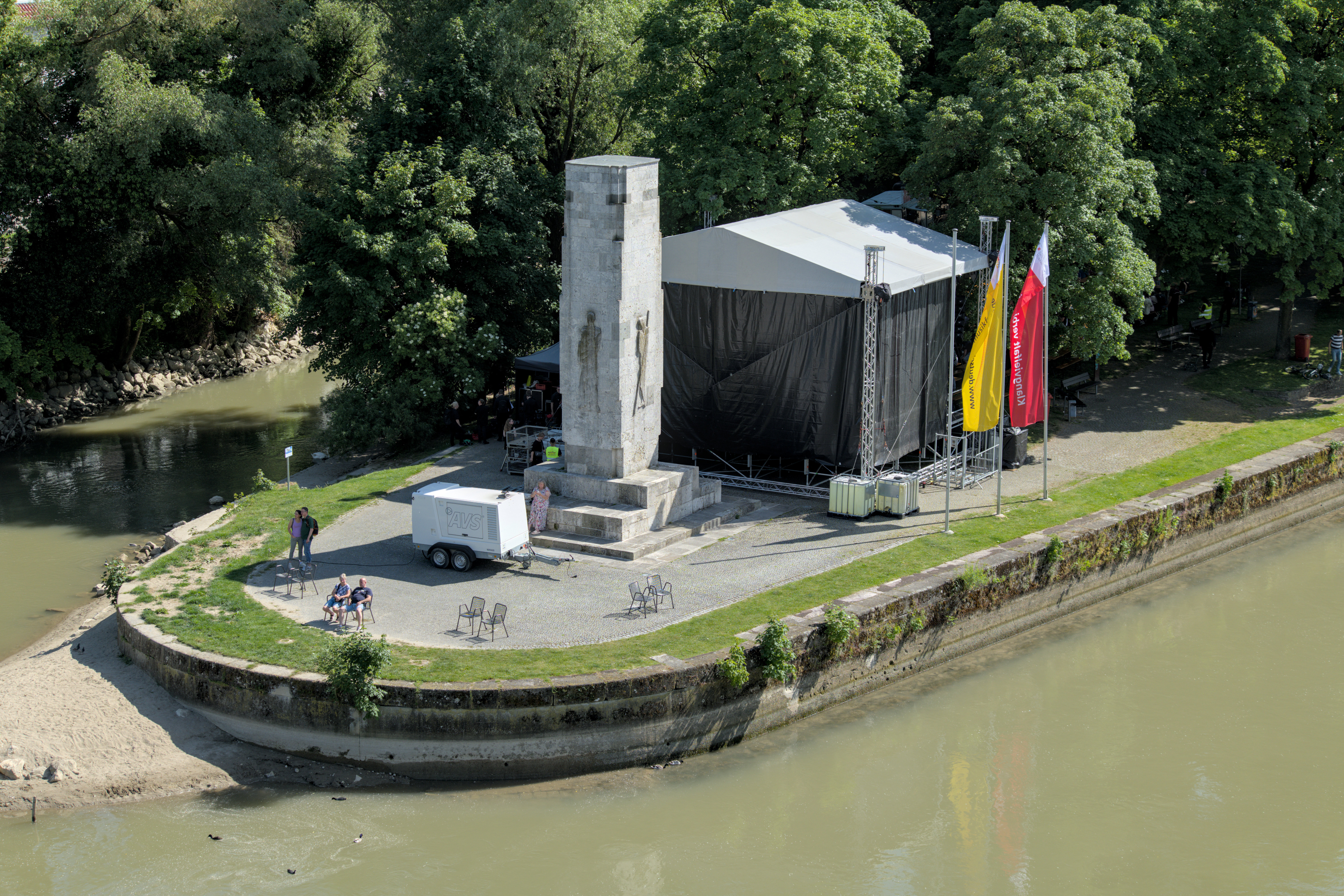
Eine der Open-Air-Bühnen auf dem Neu-Ulmer Schwal für das Deutsche Musikfest 2025

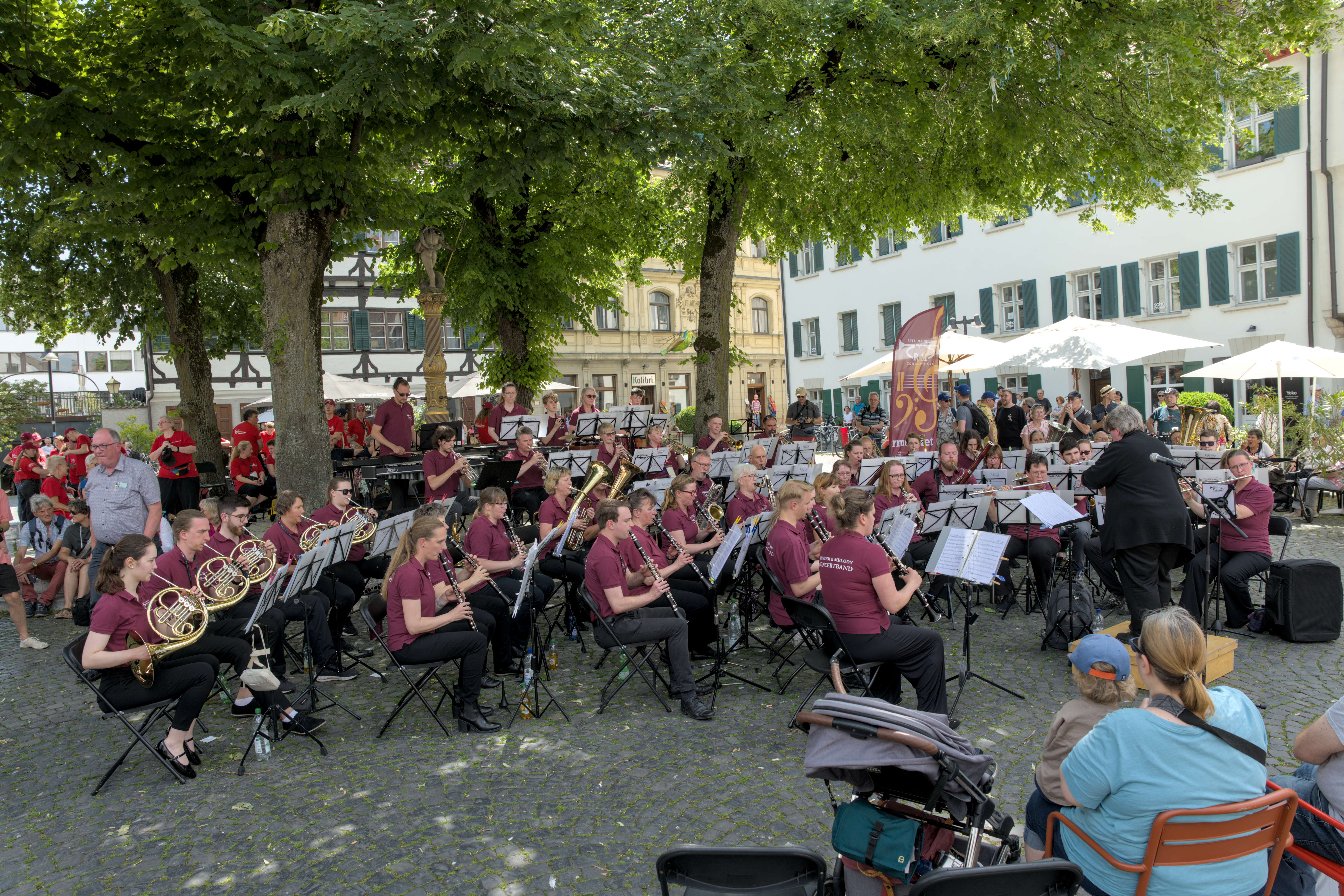
Neben Wertungsspielen und Wettbewerben finden beim Deutschen Musikfest auch Open-Air-Aufführungen statt.

Das Deutsche Musikfest, bis 2001 Deutsches Bundesmusikfest, ist eine Musik-Veranstaltung in Deutschland, die die Bundesvereinigung Deutscher Musikverbände (BDMV) alle sechs Jahre ausrichtet. Im Rahmen des Musikfestes werden Konzerte und musikalische Wettbewerbe veranstaltet.

## Entwicklung
Im Jahr 1989 fand das erste Deutsche Bundesmusikfest in Trier unter der Schirmherrschaft von Bundeskanzler Helmut Kohl statt, ebenso wie 1995 in Münster das zweite. Im Jahr 2001 folgte das letzte Deutsche Bundesmusikfest unter diesem Namen in Friedrichshafen, der amtierende Bundeskanzler Gerhard Schröder war Schirmherr.
Die vierte Veranstaltung, erstmals unter dem neuen Namen „Deutsches Musikfest“, fand vom 17. bis 20. Mai 2007 in Würzburg unter der Schirmherrschaft von Bundespräsident Horst Köhler statt. Es nahmen 376 Orchestern mit insgesamt 15.894 Musikern teil. Das fünfte Deutsche Musikfest vom 9. bis 12. Mai 2013 in Chemnitz fand damit zum ersten Mal in den neuen Bundesländern statt.
Das sechste Deutsche Musikfest fand vom 30. Mai bis 2. Juni 2019 unter der Schirmherrschaft des Bundespräsidenten Frank-Walter Steinmeier in Osnabrück mit rund 14.500 Teilnehmenden statt.
Für das siebte Deutsche Musikfest 2025 lagen der BDMV drei Bewerbungen aus Ulm/Neu-Ulm, Fulda und Mühlhausen/Thüringen vor. Anfang September 2021 gab die BDMV bekannt, dass die Wahl auf die gemeinsame Bewerbung von Ulm und Neu-Ulm gefallen sei. Die Veranstaltung fand vom 29. Mai bis 1. Juni 2025 unter dem Motto Musik baut Brücken! statt, dabei auch zum ersten Mal in zwei Städten gleichzeitig. Angekündigt waren 425 Orchester mit rund 22.000 Musikerinnen und Musikern, von denen 6.000 am Sonntag ein Gemeinschaftskonzert vor dem Ulmer Münster spielten.

## Ausrichterstädte
Liste der Ausrichtungsstädte:
- 1. Deutsches Bundesmusikfest Trier 1989[6]
- 2. Deutsches Bundesmusikfest Münster 1995
- 3. Deutsches Bundesmusikfest Friedrichshafen 1.–4.6.2001[7]
- 4. Deutsches Musikfest Würzburg 17.–20. Mai 2007[8]
- 5. Deutsches Musikfest Chemnitz 9.–12. Mai 2013[9]
- 6. Deutsches Musikfest Osnabrück 30.05–02.06.2019[10]
- 7. Deutsches Musikfest Ulm und Neu-Ulm 29.05.–01.06.2025[4]